# Us presentem el General Franco
Us presentem el general Franco va ser el títol d'un pamflet publicat el 15 d'abril del 1960 per Jordi Pujol i Soley, durant la dictadura franquista (1939-1975).
Després de la destitució del redactor en cap del diari La Vanguardia Española, Luis de Galinsoga, el General Franco va organitzar una visita a Catalunya per rentar la seva imatge, i la idea del pamflet era rebentar aquella visita. El va escriure Jordi Pujol i el va imprimir un impressor de Vilanova anomenat Francesc Pizón i Male. La protesta contra el General es va anomenar Fets del Palau de la Música, va ocórrer el 19 de maig de 1960, i mentre es cantava el Cant de la Senyera s'anaven llençant la lletra de la cançó i el pamflet Us presentem.... Després d'uns dies de corredisses, Pujol, que no era al Palau, i tota una sèrie de persones van ser arrestats. La guàrdia civil estava molt ressentida per l'ús de la frase final del fullet que tractava Franco com un «corruptor». Rabiosa per aquest «insult», la policia va apallissar Pujol brutalment. Inicialment va negar l'autoria del document però sota la tortura la va acabar reconeixent. Va ser la causa d'un consell de guerra sumaríssim del govern del general insurrecte Francisco Franco Bahamonde contra Pujol (que havia fet el servei a milícies i tenia graduació d'alferes) i l'impressor Francesc Pizón i Male. Van ser condemnats per un delicte de rebel·lió militar: Pujol, a set anys de presó, i Pizón, a tres.

## Transcripció
Transcripció literal del text, amb respecte de l'ortografia i la tipografia de l'original:
| «                    | Us presentem el general Franco Sr. Galinsoga: Otra pregunta, mi general, si me la permite: ¿Irá Su Excelencia pronto a Barcelona? General Franco: Eso espero, si en la primavera las ocupaciones me lo permiten. (De la interviu concedida pel general Franco a en Galinsoga i publicada a La Vanguardia l'1 d'octubre 1959) El general Franco vol venir a Barcelona. Segons sembla s'hi estarà uns quants dies. Com sigui que haurem de conviure amb ell, val la pena de saber qui és. Després de 21 anys de règim franquista, aquesta presentació es fa necessària. Estem sotmesos a una pressió propagandística tan forta i tan unilateral que ja no sabem qui és el general Franco, ni què representa el seu règim. Qui és el general Franco, l'home que ara vol venir a Barcelona, i què representa el seu règim? EL GENERAL FRANCO REPRESENTA LA NEGACIÓ DE LA LLIBERTAT EN TOTS ELS ORDRES. En primer lloc, la negació de la llibertat política. En cap nivell de la vida social hi ha llibertat. No n'hi ha en els municipis: tots sabem que les eleccions municipals no signifiquen absolutament res. I quan el Règim tem no poder controlar plenament els resultats —cas de Madrid i Barcelona— són suprimides. Això que en diuen "las Cortes" no té cap valor representatiu. No té altre valor que el dels "parlaments" de les democràcies populars comunistes. En definitiva, tot el poder radica en les mans d'un sol home, el que ara pensa venir a Barcelona, que té pel poble i per les seves aspiracions un menyspreu absolut i que es dedica, sobretot, a durar, contraposant falangistes a "Opus Dei", monàrquics a falangistes, gent d'en Martín Artajo a "Opus Dei", etc. No hi ha llibertat social ni sindical. La C.N.S. és un instrument del govern, res més que això. Les associacions obreres de tot ordre han estat suprimides, inclús les culturals (desaparició, per exemple, dels Ateneus obrers, de les Biblioteques populars, etc.) Ningú no s'ha salvat d'aquest odi del Règim a la classe treballadora. Les mateixes organitzacions obreres de signe cristià han de dur una vida migradíssima, pràcticament clandestina; els seus homes representatius han estat també perseguits i sovint empresonats. És el que ha passat a la H O A C (Hermandad Obrera de Acción Catòlica), amb l'O.C P. D. (Orientació Catòlica Professional de Dependents), amb tots els que han volgut ser conseqüents amb la seva mentalitat social i cristiana.No és reconegut el dret a la vaga, que és un dret elemental i bàsic, sense el qual la classe obrera no té cap possibilitat de defensar-se. El règim del general Franco és rotundament antisocial. No hi ha llibertat intel·lectual ni Cultural. La censura és absoluta, absorbent. Només en forma d'acudits ("La Codorniz") o escrivint en termes que no estan a l'abast del públic es pot arribar a dir alguna cosa, molt poca cosa, que no encaixi perfectament en la línia del Règim Els intel·lectuals i els literats són perseguits. I no només, com pretén el Règim, els comunistes. Laín Entralgo, Aranguren, per exemple, no tenen res de comunistes, i tot i això han estat arraconats, gairebé se'ls ha tapat la boca amb esparadrap. El mateix havia passat, quan eren vius, a Ortega y Gasset i Marañón. I no parlem de Catalunya, on la persecució cultural constitueix un fet d'autèntic vandalisme. Per altra banda el Règim és, ideològicament, buit. Es, intel·lectualment, pobre i crea pobresa intel·lectual. Té la Universitat endogalada, totalment abandonat l'ensenyament en general, de tal manera que cada any són més els mestres nacionals que deixen la carrera que els nous que l'acaben. El Règim sap que un poble intel·lectualment rudimentari fa de bon dominar. No hi ha llibertat religiosa. No ens referim ara a la llibertats per als protestants. Ens referim a la mateixa Església Catòlica, la qual no pot actuar amb llibertat. Els seus capellans poden celebrar missa, fer processons, ensenyar el catecisme, però no es pot posar en pràctica la doctrina social de l'Església; les organitzacions de joventut cristiana són vigilades i obligades a no moure's del camp estrictament pietós, esportiu i de beneficència, quan el que els Papes volen és que es preocupin també del bé comú de la societat i se'n sentin responsables; l'Abat de Montserrat és calumniat públicament; els bisbes que volen dir les veritats són confinats a bisbats petits o llunyans (cas dels bisbes de Canàries i de Segorb); certes pastorals del Cardenal Pla i Deniel són silenciades per la premsa; de certs discursos del Papa se'n donen a través dels diaris versions deformades. Tampoc l'Església és lliure. I és lamentable que el Règim pugui comptar en aquesta feina de tenir l'Església dominada, amb alguns bisbes que semblen fortament empeltats de governador civil. El bisbe Eijo Garay, de Madrid, n'és el cas més clar. A Catalunya té dos bons deixebles, l'un a Tarragona, l'altre a Lleida. No hi ha llibertat per a res. Després de 20 anys de' dictadura pot haver-hi qui trobi ja natural el clima en què vivim, com els que vivint habitualment en una atmosfera viciada no enyoren l'aire pur. Però n'hi ha prou en treure el nas a fora per a adonar-nos com a Espanya estem privats de llibertat i de respecte. I també per a veure que en els pobles on l'home és més tingut en compte les coses no van pitjor que a Espanya, sinó molt millor. Espanya és el país on pot donar-se el cas, com es va donar l'any passat, que en una sessió de "Manufacturas Metàlicas Madrileñas", quan la majoria d'accionistes, considerant-se estafats, varen iniciar una protesta seriosa, el Sr. Nicolàs Franco, president del Consell, els amenacés amb fer venir la Guàrdia Civil. Amb això està tot dit i no cal insistir més. La manca de llibertat és absoluta. I només és atenuada per l'estat de corrupció en què vivim. El general Franco, l'home que aviat vindrà a Barcelona, ha escollit com a instrument de govern la corrupció. Ha afavorit la corrupció. Sap que un país podrit és fàcil de dominar, que un home compromès per fets de corrupció econòmica o administrativa és un home presoner. Per això el Règim ha fomentat la immoralitat de la vida pública i econòmica. Com es fa en certes professions indignes, el Règim procura que tothom estigui enfangat, tothom compromès. L'home que aviat vindrà a Barcelona, a més d'UN OPRESOR, ÉS UN CORRUPTOR. Catalunya, 15 d'abril del 1960. | » |
| — Jordi Pujol (1960) | |   |